# Saint-Bonnet-du-Gard
Saint-Bonnet-du-Gard är en kommun i departementet Gard i regionen Occitanien i södra Frankrike. Kommunen ligger i kantonen Aramon som tillhör arrondissementet Nîmes. År 2022 hade Saint-Bonnet-du-Gard 816 invånare.

## Befolkningsutveckling
Antalet invånare i kommunen Saint-Bonnet-du-Gard
Referens:INSEE